# Народний національний рух
Народний національний рух (англ. People's National Movement (PNM)) — найстаріша діюча політична партія Тринідаду і Тобаго. 
Партія домінувала в національній і місцевій політиці протягом більшої частини історії Тринідаду і Тобаго, змагаючись на всіх виборах з 1956 року, виступаючи як правляча партія країни або чотири рази як головної опозиції. 
У результаті її іноді називають «головною політичною партією Тринідаду і Тобаго». 
 
Партія сповідує принципи лібералізму

і, як правило, займає позиції від центризму
 
до лівоцентризму
.
Партія була заснована в 1955 році Еріком Вільямсом, який черпав натхнення від демократичної соціалістичної лівоцентристської Народної національної партії Нормана Менлі на Ямайці. 

Вона перемогла на загальних виборах 1956 року та утримувала владу безперервно протягом 30 років. 
Після смерті Вільямса в 1981 році партію очолив Джордж Чемберз. 
Партія зазнала поразки на загальних виборах 1986 року, програвши 33–3 Національному альянсу за реконструкцію (NAR). 
Під керівництвом Патрі Маннінг, партія повернулася до влади в 1991 році після спроби державного перевороту в 1990 році Джамаат аль-Муслімін, але втратила владу на виборах 1995 року на користь Об'єднаного національного конгресу (UNC). PNM знову програла UNC на парламентських виборах 2000 року, але розкол в UNC змусив провести нові вибори в 2001 році. 
Ці вибори призвели до рівності голосів 18–18 між PNM і UNC, і президент Артур Н. Р. Робінсон призначив Меннінга прем'єр-міністром. 
Міністр. 
Меннінг не зміг обрати спікера Палати представників , але здобув абсолютну більшість на нових виборах, що відбулися в 2002 році та знову в 2007 році, перш ніж втратити владу в 2010 році. 
Партія повернулася до влади на парламентських виборах 2015 року під керівництвом Кіта Роулі та здобула найкращий результат після парламентських виборів 1981 року , здобувши 51,7 відсотка голосів виборців і 23 з 41 місця. 
На парламентських виборах 2020 року вони виграли всенародне голосування та більшість у Палаті представників, здобувши 22 місця.
Символом партії є квітка баліс'є (Heliconia bihai), а політичний штаб партії відомий як «Будинок Баліс'є», розташований у Порт-оф-Спейн. Історично PNM підтримувала більшість афро-тринідадців і тобагонців, креолів та мулатів 
, 
тому її в розмовній мові називають Чорною партією, Африканською партією або Креольською партією. 

PNM має найбільшу підтримку в містах і міських районах. 

Її також історично підтримували різні меншини, такі як китайці, християни-індіанці (окрім пресвітеріанських індіанців) і мусульмани будь-якої етнічної приналежності країни. 
.
Попри те, що PNM не була соціалістичною партією, PNM була членом демократичної соціалістичної Вест-Індської федеральної лейбористської партії у федеральному парламенті Федерації Вест-Індії в 1957 — 1962 роках. 
Партія включає напівавтономну тобагонську філію, відому як Рада Тобаго Народний національний рух.